# That Silver Haired Daddy of Mine
That Silver Haired Daddy of Mine ist der Titel eines von Gene Autry gesungenen Old-Time-Music-Stücks aus dem Jahre 1931, das sich zu einem der erfolgreichsten Hits jener Zeit entwickelte.

## Entstehungsgeschichte
Gene Autry arbeitete seit dem 18. Juni 1925 als Aushilfs-Telegrafierer bei der St. Louis – San Francisco Railway, wo er als Mitarbeiter von Fahrdienstleiter Jimmy Long beschäftigt war. Beide waren musikbegeistert und intensivierten ihre Zusammenarbeit im Musiksektor. Jimmy Long war der berufliche Chef von Gene Autry und für den 18 Jahre jüngeren Autry privat ein Mentor, der Kompositionen beisteuerte und die Gesangsharmonien übernahm.
Während Autry bereits seit 9. Oktober 1929 Musikaufnahmen machte, nahm Jimmy Long am 1. oder 2. Dezember 1930 seine Komposition That Silver Haired Daddy of Mine mit Cliff Keiser im Duett in einem kleinen Tonstudio in Richmond (Indiana) auf. Die Single erschien beim kleinen Plattenlabel Champion Records (#16190). Damit gelten Long/Keiser als die Interpreten des Originals. Es entstand abends im Eisenbahn-Depot von Sapulpa, dem Wohnort von Jimmy Long. Unklar ist, ob Autry und Long das Stück gemeinsam komponiert hatten oder ob Long der alleinige Urheber ist. Der ARC-Geschäftsführer und Musikproduzent Arthur E. Satherley ging von Long als Alleinkomponist aus. Wahrscheinlich hat Autry geringfügig – wenn überhaupt – mitgearbeitet, jedenfalls ist er bei ASCAP als Mitautor registriert. Autry erzählte dem Chicago Tribune im Jahre 1983, dass er auf die Idee zum Song durch ein Stück mit dem Titel Dear Old Daddy, You’ve Been More Than a Mother To Me gekommen sei.
Im Jahre 1931 nahm Autry abwechselnd gleich für mehrere Plattenlabels auf, denn zunächst spielte er am 29. Januar 1937 sechs Songs für Gennett Records ein, am 17. Februar 1931 nahm er für die American Record Corporation (ARC) vier Stücke auf, schon am 18. Februar 1931 stand er mit vier Songs für die Victor Talking Machine Company vor dem Mikrofon. Am 25. Februar 1931 entstanden wiederum sechs Aufnahmen für ARC.
Während der Aufnahmesession am 29. Oktober 1931 entstanden in den ARC-Studios New York zunächst drei Stücke, bevor That Silver Haired Daddy of Mine von Autry eingespielt wurde. Bei diesem und zwei nachfolgenden Stücken sangen Autrey und Long im Duett. Als weitere Besetzung waren Roy Smeck (Banjo / Steelgitarre) und Frank Marvin (Steelgitarre) anwesend. Drei zusätzliche Songs wurden für ARC am nachfolgenden 30. Oktober 1931 aufgenommen. Noch am selben Tag wechselte Autry das Tonstudio und nahm sechs Stücke für Victor zusammen mit Long als The Long Brothers auf, vier weitere sang er während dieser Session nur mit seiner Gitarre für Victor. Für mehrere Labels aufzunehmen war zu jener Zeit nicht ungewöhnlich, denn nur große Stars waren exklusiv an ein Label gebunden.
Das Intro von That Silver Haired Daddy of Mine besteht aus einem markanten Pedal-Steel-Gitarren-Riff. Jimmy Longs Tenor vermischte sich gut mit Autrys Stimme. Textlich handelt die weinerliche Ballade über die klagende Liebe eines reumütigen, eigenwilligen Sohns vom Bedauern des Sohnes für seinen sterbenden Vater. Auch wenn das sentimentale Stück als Autry/Long-Komposition registriert ist, gilt es als alleinige Long-Komposition mit einem wahrscheinlichen Cut In von Autry.

## Veröffentlichung und Erfolg

Gene Autry - That Silver Haired Daddy of Mine

Arthur Satherley kontaktierte zu Vertriebszwecken den Kaufhauskonzern Sears Roebuck, zu dem ARC gehörte, und überließ diesem eine Probepressung der Single. Sears schaltete eine zweiseitige Anzeige im Sears-Kaufhauskatalog und sandte das Probe-Exemplar zur Radiostadion WLS Chicago, die zu 51 % dem Kaufhauskonzern gehörte. Der Song wurde vom Kaufhauskonzern Sears auf die Mailorder-Liste genommen und erhielt von dessen Radiostation WLS Chicago bevorzugtes Airplay. Autry trat hier ab dem 1. Dezember 1931 regelmäßig auf.
That Silver Haired Daddy of Mine / Mississippi Valley Blues (B-Seite aufgenommen am 30. Oktober 1931) erschien im Januar 1932 gleich auf mehreren, von ARC kontrollierten Sublabels wie Banner Records (#32349), Oriole Records (#8919), Perfect Records (#12775), Romeo Records (#5109) oder Conqueror Records (#7908; wurden exklusiv über Sears vertrieben). Die Single verkaufte innerhalb eines Monats eine ungewöhnlich hohe Auflage von 30.000 Stück; als am Jahresende 500.000 Exemplare verkauft waren, entschloss sich der Plattenchef von ARC, Autry ein vergoldetes Exemplar (Goldbronze-Überzug) der Platte auszuhändigen. Als 1 Million erreicht war, erhielt Autry nochmals ein vergoldetes Exemplar. Autrys Autobiografie zufolge war dies der Start für die Tradition der Musikindustrie zur offiziellen Vergabe Goldener Schallplatten. Erst im Juni 1933 unterschrieb Autry einen Exklusivvertrag mit ARC.
Als am 23. Februar 1935 der Kinofilm The Phantom Empire (deutscher Kinotitel: „Golddukaten des Gespenstes“) erstmals mit Autry in der Hauptrolle Premiere hatte und er im Film den Hit sang, entschloss sich Vocalion Records (#2991) im August 1935, ein Remake zu veröffentlichen, das Rang sieben der Pop-Hitparade erreichte. Bis 1940 gingen schätzungsweise mehr als 5 Millionen Exemplare über die Ladentheken, und zwar allein im Mailorder-Verfahren. That Silver Haired Daddy of Mine war Autrys erster Millionenseller. Auch im Kinofilm Tumbling Tumbleweeds („Fünf Jahre und ein Tag danach“; 5. September 1935) sang er das Lied. Insgesamt brachte Autry während seiner Karriere 635 Songs heraus.

## Coverversionen
Trotz der großen Verkaufszahlen wurde der Hit mit mindestens 13 Coverversionen nur relativ wenig gecovert. Aufgegriffen wurde er unter anderem von Girls of the Golden West (September 1933), Log Cabin Boys (aufgenommen am 7. Mai 1935), Sons of the Pioneers (1935), den Everly Brothers (Dezember 1958), Jim Reeves (Februar 1961), Johnny Cash (live aufgenommen am 23. April 1981 in Böblingen; LP The Survivors Live) oder Simon & Garfunkel (live aufgenommen am 28. November 1969 in der Carnegie Hall; LP Old Friends vom November 1997).